# Harpesaurus borneensis
Harpesaurus borneensis là một loài thằn lằn trong họ Agamidae. Loài này được Mertens mô tả khoa học đầu tiên năm 1924.